# Okres Putnok
Okres Putnok (maďarsky Putnoki járás) se nachází v severovýchodním Maďarsku v župě Borsod-Abaúj-Zemplén. Jeho správním centrem je město Putnok.

## Sídla
V okrese se nachází celkem 26 měst a obcí:
| - Aggtelek - Alsószuha - Bánréve - Dövény - Dubicsány - Felsőkelecsény - Felsőnyárád - Gömörszőlős - Hét | - Imola - Jákfalva - Jósvafő - Kánó - Kelemér - Királd - Putnok - Ragály - Sajómercse | - Sajónémeti - Sajópüspöki - Sajóivánka - Sajóvelezd - Serényfalva - Szuhafő - Trizs - Zádorfalva - Zubogy |